# Schloss Ahausen
Das Schloss Ahausen liegt im Biggetal nördlich des Ahauser Stausees und bildet mit seinen Nebengebäuden den Wohnplatz Ahausen, einen Ortsteil der Gemeinde Finnentrop. Das Schloss wurde auf den Grundmauern einer Wasserburg errichtet.

## Geschichte
Der Ort Ahausen wurde 1313 und 1338 erstmals, im Zusammenhang mit der Vergabe von Mahl- und Fischereirechten an die Familie von Heygen durch Graf Gottfried IV. von Arnsberg, urkundlich erwähnt. 1363 fiel der Besitz an die Herren von Schnellenberg, deren zugehöriger Zweig den Beinamen van Aehusen führte. Die Besitzer Johan und Gerlach von Aehusen verpfändeten 1428 das Gut Ahausen an die Stadt Attendorn. 1431 erhielten sie ihren Besitz nach Auslösung zurück. In den folgenden Jahren wechselte mehrfach der Besitzer.
1642 erwarb Johann Moritz von Schade zu Grevenstein das Gut. Dieser ließ nach dem Erwerb das Gut neu errichten. 1676 folgte der Neubau der Vorgebäude und des Herrenhauses. Das Portal und die Schlosskapelle wurden 1723 neu gebaut. 1863 übertrug der Landrat und spätere geheime Regierungsrat zu Lippstadt, Freiherr Maximilian von Schade-Ahausen, Gut Ahausen an seinen Großneffen Max Franz von Rump. Durch Erbe fiel 1958 Gut Ahausen an den Grafen Ferdinand von Spee. Das Schloss ist bis heute im Besitz der Familie von Spee.

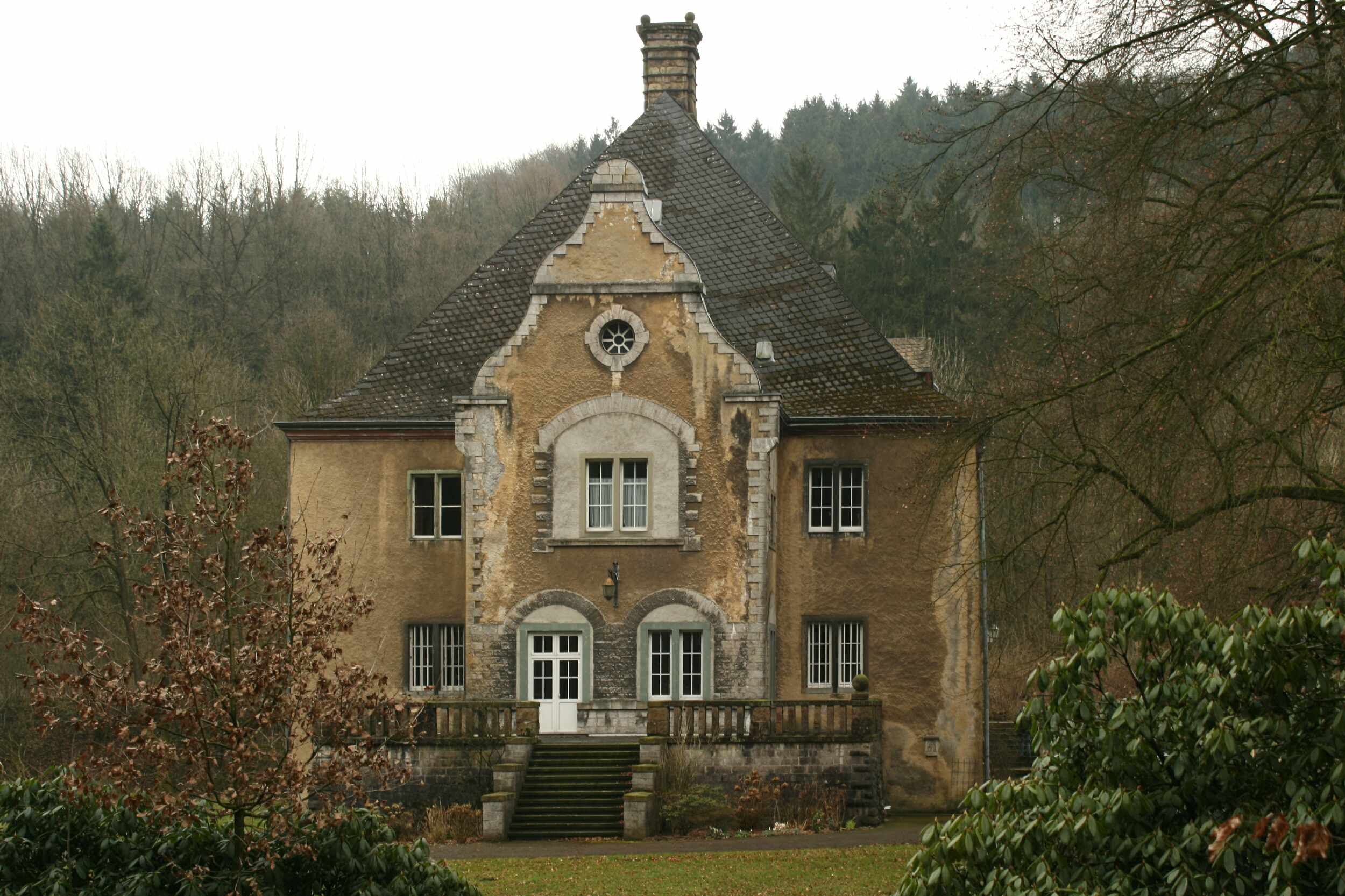
Giebelansicht von Westen
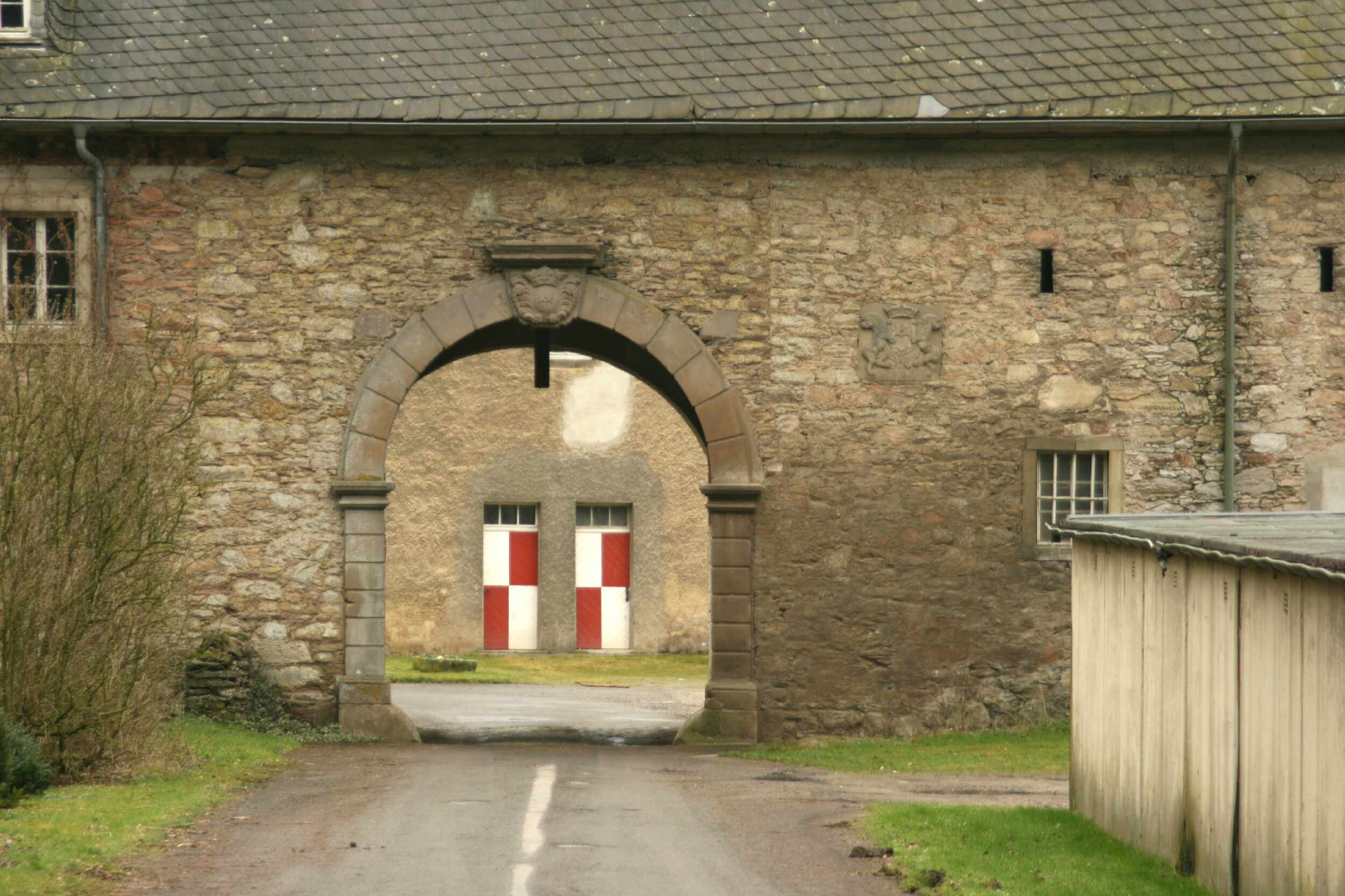
Einfahrtsportal von 1673 mit Wappen